# Politikens filmjournal 050
Politikens filmjournal 050 er en dansk ugerevy fra 1950.

## Handling
1) Belgien: Kongekrisen i Belgien. Tilhængere af Kong Leopold er mødt op udenfor slottet for at vise deres støtte til kongen, som ses med sine to sønner. Slotspladsen er fyldt med blomsterbuketter. Demonstrationer imod kongen i Bruxelles - det udvikler sig til voldsomme sammenstød.

2) Verdensmesterskaberne i bueskydning afholdt i Københavns Idrætpark. Holdkampen for herrer vindes af Danmark.

3) England: George Bernard Shaw fylder 94 år.

4) Opvisning af den svejtsiske verdensmester på vandski ud for Bellevue Strand. Flere tusinde mennesker er mødt op.

5) Korea: Fly og hangarskibe i USA tages ud af deres "mølposer". Landgang på Korea's kyst. Beskadigede fly vender hjem (indslaget på godt 2 minutter er ikke bevaret).

## Medvirkende
- George Bernard Shaw